# Karl-Heinz Ladeur
Karl-Heinz Ladeur (* 22. Mai 1943 in Wuppertal) ist ein deutscher Rechtswissenschaftler und Hochschullehrer.

## Leben
Nach dem Studium der Rechtswissenschaft an den Universitäten Köln und Bonn war Ladeur von 1971 bis 1976 Wissenschaftlicher Assistent an der Universität Gießen. An der Universität Bremen wurde er 1976 mit der Arbeit Rechtssubjekt und Rechtsstruktur: Versuch über die Funktionsweise der Rechtssubjektivität zum Dr. iur. promoviert. Die Habilitation erfolgte 1982 ebenfalls an der Universität Bremen.
Von 1983 bis 1994 war Ladeur Professor an der Universität Bremen, anschließend folgte er einem Ruf auf eine Professur des Öffentlichen Rechts an die Universität Hamburg, die er bis zu seiner Emeritierung 2009 innehatte. Von 1994 bis 1996 besetzte er zudem eine Professur für Rechtstheorie am Europäischen Hochschulinstitut in Florenz. Nach seiner Emeritierung war Ladeur an der Bremen International Graduate School of Social Sciences tätig.

## Forschungsschwerpunkte
Ladeur beschäftigt sich mit Rechtstheorie und Öffentlichem Recht. Die Schwerpunkte seiner Forschung im Bereich des Öffentlichen Rechts liegen auf Medienrecht, Umweltrecht und dem Europäischen Verwaltungsrecht. Seinen Forschungen ging er unter anderem auch an den Universitäten in Paris, Amiens, Stanford und Harvard nach.
Ladeur will vor dem Hintergrund jüngerer philosophischer und soziologischer Denkbewegungen das Verhältnis zwischen Subjekt, Gesellschaft und Staat neu bestimmen. Anstatt klare Grenzen zwischen jenen zu ziehen, sieht er sie in einem Verhältnis gegenseitiger „Verschleifung“. Diese rechtsphilosophische Einordnung hat weitreichende Konsequenzen für Funktion und Inhalt von Rechtssystem im Allgemeinen und Grundrechtstheorie im Besonderen. Seine postmoderne Rechtstheorie enthält hierbei vielfältige Bezüge zur Sprachphilosophie und Systemtheorie.

## Ehrungen
Zu Ladeurs Emeritierung wurde ein Symposium an der Universität Hamburg abgehalten, dessen Ergebnisse anschließend als Band Ungewissheit als Chance im Mohr Siebeck Verlag herausgegeben wurde.
2011 wurde Ladeur von der Universität Freiburg (Schweiz) mit der Ehrendoktorwürde ausgezeichnet, da es ihm gelungen sei, interdisziplinäre Bezüge vom Recht zur Soziologie zu schaffen und er stets Lösungen für gesellschaftliche Probleme gesucht habe.

## Publikationen (Auswahl)
- Recht – Wissen – Kultur, Die fragmentierte Ordnung, Berlin 2016: Duncker & Humblot. ISBN 978-3-428-15054-0.
- mit Ino Augsberg: Die Funktion der Menschenwürde im Verfassungsstaat: Humangenetik – Neurowissenschaft. Tübingen 2008: Mohr Siebeck. ISBN 978-3-16-149617-2.
- Der Staat gegen die Gesellschaft: zur Verteidigung der Rationalität der „Privatrechtsgesellschaft“. Reihe Neue Staatswissenschaften, Band 2. Tübingen 2006: Mohr Siebeck. ISBN 978-3-16-148872-6.
- Das Werberecht der elektronischen Medien : Internet – Telefon – Rundfunk.  Schriftenreihe Kommunikation & Recht, Band 23. Heidelberg 2004: Verlag Recht und Wirtschaft. ISBN 3-8005-1355-2.
- Negative Freiheitsrechte und gesellschaftliche Selbstorganisation: zur Erzeugung von Sozialkapital durch gesellschaftliche Institutionen. Tübingen 2000: Mohr Siebeck. ISBN 3-16-147326-4.
- Das Umweltrecht der Wissensgesellschaft.  Von der Gefahrenabwehr zum Risikomanagement. Berlin 1995: Duncker und Humblot. ISBN 978-3-428-08251-3.
- Postmoderne Rechtstheorie: Selbstreferenz – Selbstorganisation – Prozeduralisierung. Berlin 1. Aufl. 1993, 2. Aufl. 1995: Duncker und Humblot. ISBN 3-428-07406-8.
- „Abwägung“ – ein neues Paradigma des Verwaltungsrechts: von der Einheit der Rechtsordnung zum Rechtspluralismus. Frankfurt/Main; New York 1984: Campus-Verlag. ISBN 3-593-33344-9.
- Rechtssubjekt und Rechtsstruktur: Versuch über die Funktionsweise der Rechtssubjektivität. Giessen 1978: Focus-Verlag. ISBN 3-920352-77-7.
- mit Helmut Ridder: Das sogenannte politische Mandat von Universität und Studentenschaft: Rechtsgutachten. (= Beiheft Nr. 1 zu Demokratie und Recht). Pahl-Rugenstein Verlag, Köln 1973, ISBN 3-7609-0086-0.